# Drimys andina
Drimys andina és una espècie d'arbust de la família de les winteràcies nativa del Sud de Xile i l'Argentina. És localment coneguda com a canelo enano.

## Descripció
Arbust perennifoli de mida mitjana que pot atènyer els 1,5 m. Les seves fulles són alternes, de marge enter, el·líptiques o lanceolades, àpex d'agut a redondeado, base aguda o apicada. Limbe de 4-9 x 1,4-3cm, d'anvers verd llustrós i de revers glauc. Presenta unes flors hermafrodites de 2-2,5cm de diàmetre solitàries o bé agrupades en umbel·les de 4 a 6 flors. El seu calze el formen 2 sèpals membranosos, mentre que la corol·la està composta de 4 a 9 pètals blancs. Té nombrosos estams (15-40) culminats amb anteres grogues. Fruit en forma de baia globosa d'1 cm de longitud, color negrós o blanc amb taques negres.

## Ecologia
Drimys andina habita els boscos andins de Lenga, Araucaria araucana i Fitzroya cupressoides dels 800 als 2.300 metres d'altitud. Present a les regions del Bío-Bío, Los Lagos, Llanquihue i Araucania. També hi ha algunes localitats al vessant argentí dels Andes. És una espècie present en zones molt plujoses i no tolera ni la sequera ni l'excés d'insolació. Aquesta espècie té la particularitat que es l'única planta hoste del lepidòpter Ithutomus formosus de la família Yponomeutidae.